# Золотий м'яч 2007
«Золотий м'яч 2007»

2 грудня 2007
Найкращий футболіст світу: 
 Кака
 (вперше)

← 2006 * Золотий м'яч * 2008 →
Золотий м'яч 2007 року — 52-ге щорічне вручення нагороди найкращому футболісту світу за підсумками опитування від журналу «Франс Футбол». Церемонія нагородження відбулася 2 грудня 2007 року.

## Процедура голосування
Починаючи з 2007 року в число претендентів на «Золотий м'яч» входять представники будь-яких країн та футбольних ліг світу.
Враховуючи нововведення також суттєво збільшилася кількість респондентів, до представників УЄФА (з розпадом Сербії та Чорногорії їх стало 53) додалися ті країни з інших континентів, футбольні збірні яких хоча б раз брали участь у фінальному турнірі чемпіонату світу.
Загалом в опитуванні взяли участь 96 респондентів, зокрема:
- 53 представники від футбольних асоціацій Європи, а саме: Австрії, Андорри, Азербайджану, Албанії, Англії, Бельгії, Білорусі, Болгарії, Боснії, Вірменії, Греції, Грузії, Данії, Естонії, Ізраїля, Ірландії, Ісландії, Іспанії, Італії, Казахстану, Кіпру, Латвії, Ліхтенштейну, Литви, Люксембургу, Македонії, Мальти, Молдови, Нідерландів, Німеччини, Норвегії, Північної Ірландії, Польщі, Португалії, Румунії, Росії, Сан-Марино, Сербії, Словаччини, Словенії, Туреччини, Угорщини, Уельсу, України, Фарерських островів, Фінляндії, Франції, Хорватії, Чехії, Чорногорії, Швейцарії, Швеції та Шотландії;

- 13 представників Африки, а саме: Алжиру, Анголи, Гани, ДР Конго, Єгипту, Камеруну, Кот-д'Івуару, Марокко, Нігерії, ПАР, Сенегалу, Того та Тунісу;

- 10 представників зони КОНКАКАФ, а саме: Гаїті, Гондурасу, Канади, Коста-Рики, Куби, Мексики, Сальвадору, США, Тринідад і Тобаго та Ямайки;

- 9 представників Південної Америки, а саме: Аргентини, Болівії, Бразилії, Еквадору, Колумбії, Парагваю, Перу, Уругваю та Чилі;

- 9 представників Азії, а саме: Іраку, Ірану, Китаю, Кувейту, Південної Кореї, Північної Кореї, ОАЕ, Саудівської Аравії та Японії;

- 2 представники Океанії, а саме: Австралії та Нової Зеландії.

Перед проведенням опитування журналістами «Франс Футбол» був складений попередній список із 50 претендентів на нагороду.
Кожен із членів журі обирав п'ятьох футболістів, які, на його думку, є найкращими гравцями світу. За перше місце нараховували 5 очок, за друге — чотири, за третє — три, за четверте — два, за п'яте — одне очко. Переможець максимально міг отримати 480 очок.
Представник від України (спортивний журналіст Ігор Лінник) включив у свою анкету наступних гравців: 1-ше місце — Кака; 2-ге — Андреа Пірло; 3-тє — Кріштіану Роналду; 4-те — Ліонель Мессі; 5-те — Раян Гіггз.
Результати голосування були опубліковані 4 грудня 2007 року в журналі France Football (№ 3217).

## Підсумки голосування
Володарем нагороди став 25-річний бразильський атакувальний півзахисник клубу «Мілан» Кака, який у тому ж році у складі свого клубу став переможцем Ліги чемпіонів, а також найкращим гравцем та бомбардиром турніру.
Вперше у трійку найкращих увійшли майбутні володарі десяти поспіль трофеїв «Золотий м'яч» (Золотий м'яч ФІФА) за період 2008—2017 рр. Кріштіану Роналду та Ліонель Мессі, які посіли відповідно друге та третє місця.
Кака став четвертим бразильським футболістом в історії, після Роналду (1997, 2002), Рівалдо (1999) та Роналдінью (2005), який виграв «Золотий м'яч».
| Місце | Гравець             | Клуб                       | Країна      | Очки | %      | Місця | Місця | Місця | Місця | Місця | К-ть голосів |
| Місце | Гравець             | Клуб                       | Країна      | Очки | %      | 1-ше  | 2-ге  | 3-тє  | 4-те  | 5-те  | К-ть голосів |
| ----- | ------------------- | -------------------------- | ----------- | ---- | ------ | ----- | ----- | ----- | ----- | ----- | ------------ |
| 1     | Кака                | Мілан                      | Бразилія    | 444  | 92.5 % | 78    | 10    | 3     | 1     | 3     | 95           |
| 2     | Кріштіану Роналду   | Манчестер Юнайтед          | Португалія  | 277  | 57.7 % | 8     | 33    | 25    | 14    | 2     | 82           |
| 3     | Ліонель Мессі       | Барселона                  | Аргентина   | 255  | 53.1 % | 6     | 33    | 22    | 9     | 9     | 79           |
|       |                     |                            |             |      |        |       |       |       |       |       |              |
| 4     | Дідьє Дрогба        | Челсі                      | Кот-д'Івуар | 106  | 22.1 % | 1     | 4     | 16    | 14    | 9     | 44           |
| 5     | Андреа Пірло        | Мілан                      | Італія      | 41   | 8.5 %  |       | 3     | 4     | 6     | 5     | 18           |
| 6     | Руд ван Ністелрой   | Реал Мадрид                | Нідерланди  | 39   | 8.1 %  | 1     |       | 3     | 9     | 7     | 20           |
| 7     | Златан Ібрагімович  | Інтер                      | Швеція      | 31   | 6.5 %  | 1     | 3     | 2     | 3     | 2     | 11           |
| 8     | Сеск Фабрегас       | Арсенал (Лондон)           | Іспанія     | 27   | 5.6 %  |       |       | 4     | 5     | 5     | 14           |
| 9     | Робінью             | Реал Мадрид                | Бразилія    | 24   | 5 %    |       | 1     | 3     | 4     | 3     | 11           |
| 10    | Франческо Тотті     | Рома                       | Італія      | 20   | 4.2 %  |       | 1     | 1     | 4     | 5     | 11           |
|       |                     |                            |             |      |        |       |       |       |       |       |              |
| 11    | Фредерік Кануте     | Севілья                    | Малі        | 19   | 4 %    |       | 1     | 2     | 3     | 3     | 9            |
| 12    | Роналдінью          | Барселона                  | Бразилія    | 18   | 3.8 %  |       | 1     | 1     | 4     | 3     | 9            |
| 13    | Стівен Джеррард     | Ліверпуль                  | Англія      | 17   | 3.5 %  |       | 1     | 1     | 3     | 4     | 9            |
| 14    | Хуан Роман Рікельме | Вільярреал Бока Хуніорс    | Аргентина   | 15   | 3.1 %  |       | 1     | 3     |       | 2     | 6            |
| 15    | Дані Алвес          | Севілья                    | Бразилія    | 14   | 2.9 %  |       | 1     | 1     | 2     | 3     | 7            |
| 16    | Філіппо Індзагі     | Мілан                      | Італія      | 12   | 2.5 %  |       | 1     | 1     | 2     | 1     | 5            |
| 17    | Франк Рібері        | Олімпік (Марсель) Баварія  | Франція     | 10   | 2.1 %  |       |       | 1     | 3     | 1     | 5            |
| 18    | Паоло Мальдіні      | Мілан                      | Італія      | 8    | 1.7 %  | 1     |       |       | 1     | 1     | 3            |
| 19    | Джанлуїджі Буффон   | Ювентус                    | Італія      | 7    | 1.5 %  |       | 1     |       |       | 3     | 4            |
| 19    | Кларенс Зеєдорф     | Мілан                      | Нідерланди  | 7    | 1.5 %  |       |       | 1     | 2     |       | 3            |
| 19    | Тьєррі Анрі         | Арсенал (Лондон)           | Франція     | 7    | 1.5 %  |       |       | 1     | 1     | 2     | 4            |
| 19    | Петр Чех            | Челсі                      | Чехія       | 7    | 1.5 %  |       |       |       | 3     | 1     | 4            |
| 19    | Дженнаро Гаттузо    | Мілан                      | Італія      | 7    | 1.5 %  |       |       |       | 2     | 3     | 5            |
| 24    | Фабіо Каннаваро     | Реал Мадрид                | Італія      | 5    | 1 %    |       | 1     |       |       | 1     | 2            |
| 24    | Майкл Ессьєн        | Челсі                      | Гана        | 5    | 1 %    |       |       |       | 1     | 3     | 4            |
| 26    | Вейн Руні           | Манчестер Юнайтед          | Англія      | 4    | 0.8 %  |       |       | 1     |       | 1     | 2            |
| 27    | Ікер Касільяс       | Реал Мадрид                | Іспанія     | 3    | 0.6 %  |       |       |       |       | 3     | 3            |
| 27    | Рожеріо Сені        | Сан-Паулу                  | Бразилія    | 3    | 0.6 %  |       |       |       |       | 3     | 3            |
| 29    | Юніс Махмуд         | Аль-Гарафа                 | Ірак        | 2    | 0.4 %  |       |       |       |       | 2     | 2            |
| 30    | Димитар Бербатов    | Тоттенгем Готспур          | Болгарія    | 1    | 0.2 %  |       |       |       |       | 1     | 1            |
| 30    | Робін ван Персі     | Арсенал                    | Нідерланди  | 1    | 0.2 %  |       |       |       |       | 1     | 1            |
| 30    | Раян Гіггз          | Манчестер Юнайтед          | Уельс       | 1    | 0.2 %  |       |       |       |       | 1     | 1            |
| 30    | Самюель Ето'о       | Барселона                  | Камерун     | 1    | 0.2 %  |       |       |       |       | 1     | 1            |
| 30    | Гільєрмо Очоа       | Америка                    | Мексика     | 1    | 0.2 %  |       |       |       |       | 1     | 1            |
| 30    | Карлос Тевес        | Вест Гем Манчестер Юнайтед | Аргентина   | 1    | 0.2 %  |       |       |       |       | 1     | 1            |

Крім того, 15 футболістів були номіновані, але не отримали жодного очка, зокрема:
Ерік Абідаль ( Франція), Девід Бекхем ( Англія), Давід Вілья ( Іспанія), Деку ( Португалія), Мамаду Діарра ( Малі), Дієго ( Бразилія), Мірослав Клозе ( Німеччина), Рікарду Куарежма ( Португалія), Флоран Малуда ( Франція), Сюнсуке Накамура ( Японія), Рауль ( Іспанія), Пол Скоулз ( Англія), Лука Тоні ( Італія), Фернандо Торрес ( Іспанія) та Коло Туре ( Кот-д'Івуар).

## Цікаві факти

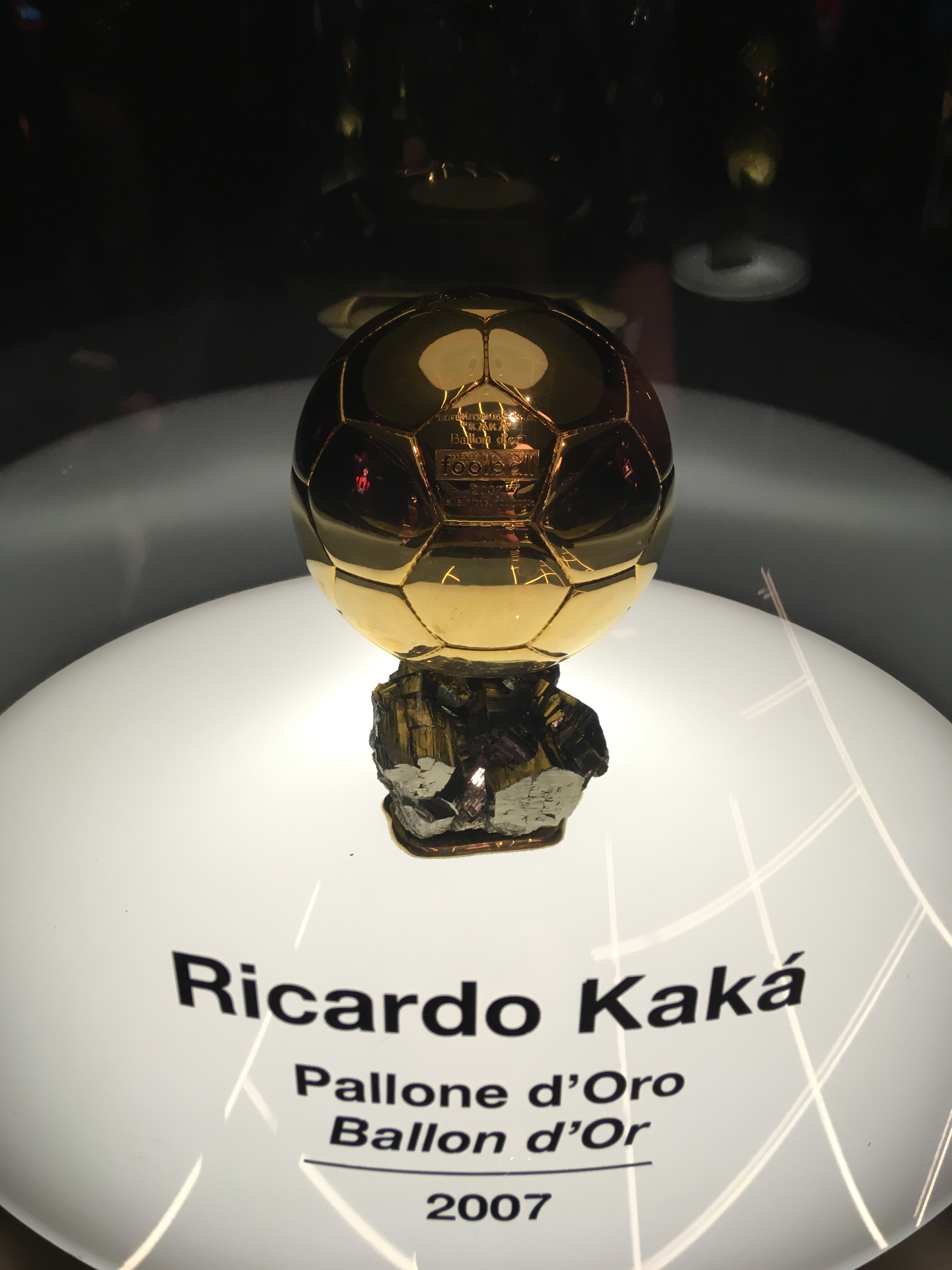
Золотий м'яч Кака

- Розподіл по амплуа серед 35 футболістів згаданих в анкетах наступний: 4 воротарі, 3 захисники, 14 півзахисників та 13 нападників.
- З 35 гравців згаданих в анкетах 21 представляли Європу, 8 — Південну Америку, 4 — Африку, по 1 — Азію та КОНКАКАФ.
- Кака став 41-м футболістом володарем нагороди «Золотий м'яч».
- 95 з 96 респондентів включили Кака у свої анкети, 78 з них на перше місце. Лише представник Боснії і Герцеговини «не помітив» бразильця.
- Вперше представник Аргентини увійшов у трійку найкращих за підсумками опитування. Це перший з одинадцяти разів поспіль, та перший з 14-ти загалом за кар'єру подіумів Ліонеля Мессі.
- Також це перший подіум для Кріштіану Роналду з 12-ти загалом за його кар'єру.
- Середній вік призерів опитування 2007 року — 22 роки (Кака — 25 років, Кріштіану Роналду — 22 роки, Ліонель Мессі — 20 років).
- Кака був останнім гравцем, який виграв «Золотий м'яч» перед домінуванням Мессі та Роналду, які в наступні десять років завоювали по 5 трофеїв. Лише у 2018 році хорват Лука Модрич зумів перервати це домінування.
- Юніс Махмуд став першим представником Азії, за якого віддали свої голоси респонденти.
- Представник Бразилії вп'яте виграв трофей «Золотий м'яч». Лідерами за кількістю трофеїв залишалися Німеччина та Нідерланди — по 7, у Франції було 6 нагород, Італії, Англії та Бразилії — по 5, в Іспанії та СРСР — було по 3 нагороди.
- 35 згаданих в анкетах футболістів представляли 18 країн, зокрема: Італію — 8, Бразилію — 5, Аргентину — 3, Францію, Іспанію, Англію та Нідерланди — по 2, Болгарію, Португалію, Гану, Ірак, Камерун, Кот-д'Івуар, Малі, Мексику, Уельс, Чехію та Швецію — по 1 гравцю.
- Італійці повторили рекорд року для однієї країни — 8 футболістів. Раніше таку ж кількість гравців в анкетах респондентів мала Франція у 1998 році.
- Вперше в анкетах респондентів були згадані представники Малі, Іраку та Мексики. Загальна кількість країн чиї представники потрапляли в загальний залік опитувань досягла 48.
- 22 роки поспіль в заліку опитувань відсутні представники Угорщини, 20 років поспіль — Шотландії, 14 — росії, по 13 — Бельгії та Австрії.
- Вдруге за останні чотири роки в анкетах респондентів не було представників Німеччини. До речі, у період з 1957 по 2003 рік німецькі гравці 47 років поспіль потрапляли у залік опитувань, що є рекордним показником в історії. Найкращий поточний показник мала Італія — 22 поспіль потраплянь у заліки опитувань.
- Усього за 52 роки вручення нагороди найчастіше згадувалися в анкетах хоча б одного разу футболісти Італії — у 50 опитуваннях, німецькі гравці згадувалися у 49 опитуваннях, футболісти Англії та Франції — у 47, Іспанії — у 45, Нідерландів — у 36, Португалії — у 34, Швеції — у 32, Югославії — у 30, СРСР — у 29, Данії та Бельгії — у 24, Шотландії та Болгарії — у 23, Угорщини — у 20 опитуваннях.
- Німецькі футболісти найчастіше потрапляли в загальний залік опитувань — 172 рази, італійські — 168, англійські — 131, французькі — 118, нідерландські — 90, іспанські — 84, радянські — 66, португальські — 59, угорські — 50, шведські — 48, югославські та бразильські — по 46, данські — 44 рази.
- Увісімнадцяте лауреатом трофея став представник італійської першості. Італійський чемпіонат зміцнив лідерство за цим показником, в іспанської першості було 12 трофеїв, у німецької — 9, англійської — 5 трофеїв.
- Кака став шостим в історії гравцем італійського «Мілана», після Рівери (1969), Гулліта (1987), ван Бастена (1988, 1989, 1992), Веа (1995) та Андрій Шевченко (2004), який виграв цей трофей.
- Цей трофей став восьмим для «Мілана». Таким чином «Мілан» наздогнав лідера за цим показником «Ювентус». По 6 нагород було у «Барселони» та «Реала», 5 — у «Баварії» та у «Манчестер Юнайтед» — 3 нагороди.
- Всього в анкетах були згадані гравці з 17 клубів, серед них найбільше було представників «Мілана» — 6, «Манчестер Юнайтед» та мадридського «Реала» — по 4, «Барселони», «Челсі» та «Арсенала» — по 3, «Севілії» — 2 гравці.
- Всього за 52 роки проведення опитувань в анкетах загалом були згадані 649 футболістів зі 190 клубів. Футболісти «Ювентуса» були згадані хоча б одного разу у 42 опитуваннях, мадридського «Реала» — у 40 опитуваннях, «Барселони» — у 38, «Мілана» — у 37, «Манчестер Юнайтед» — у 36, «Інтернаціонале» — у 35, «Баварії» — у 34, «Аякса» та «Ліверпуля» — у 21, «Фіорентіни» та «Тоттенгем Готспур» — у 19, «Кельна» — у 17, «Олімпік» (Марсель) та «Арсенала» — у 16, «Роми», «Црвени Звезди» та «Бенфіки» — у 15, празької «Дукли», «Гамбурга» та київського «Динамо» — у 14 опитуваннях.
- Лідерами за кількістю футболістів, які фігурували в опитуваннях щотижневика «Франс Футбол» були «Ювентус» та мадридський «Реал» — по 39 гравців, «Мілан» за історію опитувань представляли 34 гравці, «Барселону» — 33, «Манчестер Юнайтед» — 32, «Інтернаціонале» — 24, «Аякс»  та «Баварію» — по 21, «Ліверпуль» — 20, «Лаціо» та «Арсенал» — по 14, «Кельн» та марсельський «Олімпік» — по 13, «Челсі» та київське «Динамо» — по 12, «Бенфіку» — 11 футболістів.
- Хуан Роман Рікельме (Бока Хуніорс), Юніс Махмуд (Аль-Гарафа), Рожеріо Сені (Сан-Паулу)та  Гільєрмо Очоа (Америка) стали першими представниками неєвропейських клубів, які були згадані в анкетах респондентів, та потрапили в залік опитування. Загальна кількість клубів чиї представники потрапляли в загальний залік опитувань досягла 190.
- Вперше в анкетах респондентів були згадані 11 футболістів, зокрема: Сеск Фабрегас, Робінью, Фредерік Кануте, Дані Алвес, Ікер Касільяс, Рожеріо Сені, Юніс Махмуд, Димитар Бербатов, Робін ван Персі, Гільєрмо Очоа та Карлос Тевес.
- Загалом 649 згаданих в анкетах гравців за історію проведення опитувань представляли 48 країн. Лідерами за кількістю таких футболістів були Німеччина — 59, а також Італія — 58 та Англія — 55 гравців. У десятку лідерів також входили Франція — 48, Іспанія — 42, Нідерланди — 35, СРСР — 29, Югославія — 25, Швеція та Португалія — по 23 гравці.
- Паоло Мальдіні водинадцяте потрапив у заліки опитувань. Рекордсменами за кількістю потраплянь у заліки опитувань залишалися Франц Бекенбауер та Йоган Кройф — в обох по 12, у Еусебіу, Мішеля Платіні, Зінедіна Зідана та Паоло Мальдіні було по 11, у Льва Яшина, Джанні Рівери, Герда Мюллера та Мікаеля Лаудрупа  — по 10, у Боббі Чарлтона, Сандро Маццоли — було по 9 потраплянь.
- Лідером за кількістю потраплянь у чільну п'ятірку залишався Франц Бекенбауер — 10 разів, далі розташовувалися Мішель Платіні — 8, Йоган Кройф — 7, Еусебіу та Зінедін Зідан — по 6, а також Карл-Гайнц Румменігге, Луїс Суарес, Андрій Шевченко та Тьєррі Анрі — по 5 разів.
- Франц Бекенбауер також залишався лідером за кількістю потраплянь у 10-ку найкращих — 11 разів, за ним розташовувалися Мішель Платіні та Йоган Кройф — по 9, Еусебіу, Джанні Рівера та Герд Мюллер — по 8, Боббі Чарлтон, Карл-Гайнц Румменігге, Зінедін Зідан та Тьєррі Анрі — по 7 разів.